# Johan Repelaer van Molenaarsgraaf
Johan Repelaer, heer van Molenaarsgraaf (Dordrecht, 25 augustus 1760 - Dordrecht, 14 mei 1835) was een Nederlands bestuurder en politicus.

## Familie
Repelaer, lid van de familie Repelaer, was een zoon van mr. Hugo Repelaer (1730-1804), onder andere burgemeester van Dordrecht en drossaard van Liesveld, en Susanna Catharina Gevaerts (1738-1766). Hij werd bij Koninklijk Besluit van 24 november 1816 verheven in de Nederlandse adel. Hij was een broer van minister Ocker Repelaer van Driel. Hij trouwde met Adriana Alida Gevaerts (1769-1858), een dochter uit het eerste huwelijk van Ocker Gevaerts (1735-1807) met Hendrika Françoise Braet (1745-1777). Uit dit huwelijk werden negen kinderen geboren, onder wie jhr. mr. Ocker Repelaer van Molenaarsgraaf.

## Loopbaan
Repelaer studeerde Romeins en hedendaags recht aan de Leidse Hogeschool en promoveerde in 1785 op stellingen. Hij vervulde diverse bestuurlijke functies en was onder meer Acht- en Veertigraad van Dordrecht (vanaf 1787), mansman van het Hof en Hoge Vierschaar van Holland (vanaf 1787), secretaris van de Krijgsraad, lid Staatsraad in buitengewone dienst, bij de sectie koophandel en koloniën (1806-1810), kwartierdrost van Dordrecht (vanaf 1807), sous-prefect van het arrondissement Dordrecht (1811-1813). Repelaer was daarnaast hoogheemraad en dijkgraaf in de Alblasserwaard.
Hij was in 1814 lid van de Vergadering van Notabelen en werd later dat jaar benoemd tot lid van de Staten-Generaal der Verenigde Nederlanden, van 21 september 1815 tot 19 oktober 1829 was hij lid van de Tweede Kamer der Staten-Generaal.
Repelaer werd benoemd tot ridder in de Orde van de Unie (1807) en ridder in de Orde van de Reünie (1812). Hij overleed in 1835 op 74-jarige leeftijd.
- Biografisch Portaal: 33054949
- Parlement.com: vg09llsr6hx6